# 백령면
백령면(白翎面)은 대한민국 인천광역시 옹진군 백령도의 면(面)이다. 면적은 51.22 km2, 인구는 2022년 12월 말 주민등록 기준으로 4,986 명, 2,987 가구이다.

## 연혁
- 1896년 8월 4일 : 황해도 장연군 백령면
- 1945년 11월 3일 : 38선 분단에 따라 경기도 옹진군에 편입되었다.
- 1974년 7월 1일 : 대청도와 소청도가 대청면으로 분리되었다.
- 1995년 3월 1일 : 인천광역시 옹진군 백령면

## 행정 구역
| 법정리 | 한자명 | 행정리                                                        | 비고            |
| ------ | ------ | ------------------------------------------------------------- | --------------- |
| 가을리 | 加乙里 | 가을1리, 가을2리, 가을3리                                     |                 |
| 남포리 | 南浦里 | 남포1리, 남포2리                                              |                 |
| 북포리 | 北浦里 | 북포1리, 북포2리, 북포3리                                     |                 |
| 연화리 | 蓮和里 | 연화1리, 연화2리, 연화3리                                     |                 |
| 진촌리 | 鎭村里 | 진촌1리, 진촌2리, 진촌3리, 진촌4리, 진촌5리, 진촌6리, 진촌7리 | 면사무소 소재지 |

## 교육
- 백령초등학교 (진촌리)
  - 사곶분교 (폐교) - 사곶로 80 (진촌리)
- 북포초등학교 (북포리)
- 백령중학교 (북포리)
- 백령고등학교 (북포리)

## 같이 보기
- 백령도